# Max Hirschberg
Max Hirschberg (* 13. November 1883 in München; † 21. Juni 1964 in New York, NY) war ein deutscher Rechtsanwalt jüdischer Abstammung. In der Weimarer Republik wurde er durch zwei politische Prozesse bekannt, in denen er als Strafverteidiger auftrat. Von ihm stammt auch eine bedeutende Kategorisierung von Fehlerquellen der Rechtsprechung („Genealogie der Rechtsprechung“).

## Leben
Hirschberg wurde als Sohn eines Kommerzienrats geboren. Nach dem Abitur im Jahr 1902 am Wilhelmsgymnasium München diente er zunächst ein Jahr lang als Freiwilliger bei der Artillerie. Im Anschluss daran studierte er in München, Berlin und Leipzig Jura. Im Jahr 1910 legte er sein Zweites Staatsexamen ab und erhielt 1911 seine Zulassung zum Rechtsanwalt. Er war zunächst in Traunstein tätig, später ließ er sich in München nieder. Im Jahr 1914 wurde er zum im 7. Bayerischen Feldartillerie-Regiment „Prinzregent Luitpold“ eingezogen.
Max Hirschberg verteidigte Anfang der 1920er Jahre Felix Fechenbach, den Sekretär des ermordeten bayerischen Ministerpräsidenten Kurt Eisner. Fechenbach war 1922 wegen der Weitergabe von Dokumenten zur Kriegsschuld des Deutschen Reichs zu elf Jahren Zuchthaus wegen Landesverrats verurteilt worden. Nach zweijährigem Prozess vor dem Münchener Volksgericht wurde er 1924 von der bayerischen Landesregierung begnadigt und freigelassen, nicht zuletzt deshalb, weil Hirschberg in einer landesweiten Kampagne massiven öffentlichen Druck erzeugt hatte.
Im so genannten Dolchstoßprozess verteidigte Hirschberg 1925 Martin Gruber, den Redakteur der sozialdemokratischen Tageszeitung Münchener Post. Gruber wurde der Pressebeleidigung bezichtigt, nachdem er die Legende vom Dolchstoß als Geschichtsfälschung gebrandmarkt hatte.
Die Verteidigung politischer Verfolgter brachte ihn vor den Ehrengerichtshof, wegen der Aussage „Standgerichte sind Schandgerichte“, die er ausführlich begründete. Schließlich wurde er nach einem langen Verfahren freigesprochen. Hirschberg hatte eine Anwaltsgesellschaft mit Philipp Loewenfeld, Ludwig Regensteiner und Elisabeth Kohn.
Als engagierter Gegner Hitlers wurde Hirschberg nach der Machtergreifung der Nationalsozialisten im März 1933 in mehr als fünfmonatige „Schutzhaft“ genommen. Im Jahr 1934 floh er mit Frau Bessie und Sohn Erich zunächst nach Mailand und arbeitete dort bei einem italienischen Anwalt. Im Jahr 1938 wurde er vom Deutschen Reich ausgebürgert, 1939 entzog ihm die Münchener Universität den Doktorgrad. Im März 1939 emigrierte er nach New York.

## Ursachen von Fehlurteilen in der Strafjustiz
In seinem Werk Das Fehlurteil im Strafprozess nennt Hirschberg die aus seiner Sicht die sechs wichtigsten „Ursachen von Fehlurteilen in der Strafjustiz“:
1. Unkritische Bewertung des Geständnisses. Hirschbergs Beispiele: Fall Rudolf Sheeler, John A. „Dogskin“ Johnson (angeblicher Kindsmord, Angst vor Lynchjustiz), Johann Gawenda, Franz Bratuscha und der Fall Leon Sanchez – Gregorio Calero. Als weitere Beispiele mögen die Fälle Josef Jakubowski, Timothy Evans, Albert Ziethen, Behrendt, Huberth Ranneth und Josef Auer, Egon Zylla, Erich Rebitzer, Fotsch, Fall Gross, Theo Weber, Annamaria B., Oettiker, Gaston Dominici, Marinus van der Lubbe und weitere Fälle dienen.[3]
2. Unkritische Bewertung der Belastung durch den Mitangeklagten. Hirschbergs Beispiele: Albert Ziethen und Peter Messer (auch Fall „Weizendiebstahl“ genannt). Als weitere Beispiele mögen die Fälle Wallner, Andreas Herrmann, Barbara Graham (der Fall wurde mit Laßt mich leben 1958 verfilmt, gewann einen Oscar und 1983 erneut verfilmt), Giovanni Conti, Isidor Zimmermann, Jim Lowell, Stielow-Green, Sheeler, Taff, Brown, Herbert Schön, Hahnfeld, Jakob, Settimo Piconi und Sindjelic dienen.[3]
3. Unkritische Bewertung der Zeugenaussagen. Hirschbergs Beispiel: Fall Cauvin / Marie Michel (Mord an der „Blancarde“). Als weitere Beispiele mögen die Fälle Briegleb, Rudolf Rechberger, Wimmer, Verdin, Johann Monka, Antioco Satgia, Ugo Lazzeri, Seidel, Kaczmarczyk, Jausion-Crammont-Colard, Josef Hasler, die Hexenjagd von Salem, Anna Göldi, Felix Fechenbach, Lee Harvey Oswald und viele weitere Fälle dienen.[3]
4. Falsches Wiedererkennen. Hirschbergs Beispiele: Joseph Lesurques, Adolph Beck, Herbert T. Andrews, Fall Hilsner, Fall „Nebraska“ (irrtümliche Zeugenaussage), Irving Greenwald (PDF; 426 kB), und der „Fall der Bäckersfrau“. Als weitere Beispiele mögen die Fälle Billy Armstrong (von Abraham Lincoln als junger Anwalt gewonnener Fall), „Lord Smith“ (Justizirrtum, der zur Einsetzung des Court of Criminal Appeal in England führte), Mandel Beilis, Franziska Deutelmoser, Burkert, Slater, Silas Rogers, Sacco und Vanzetti, Joe Hill, Caryl Chessman, Crump, Pitts&Lee, Labat&Poret, Charles Townsend, James Hanratty, Dickman, Otto Adam, Möller, Fenaroli-Ghiani, Wilhelm Gratzl, Antonio Spano, Salvatore Gallo, Antonio Giusti, John Artis, Clarence Boggies, Brite und Bill Keys, Vance Hardy, Jerome Frank, Edmund Galley, Will Purvis und weitere Fälle dienen.[3]
5. Die Lüge als Schuldbeweis. Beispiele Hirschbergs: Johann Leister (Maurer, der 1928 in Eisenach freigesprochen wurde), der Fall Gietzinger und Harter. Als weitere Beispiele mögen die Fälle Bonmartini (Baronin), Marguerite Steinheil, Harry Hoffmann (Kinooperateur), Leo Frank, Sam Sheppard, Richard Roe, Heinrich Meußdoerffer (Gattenmord), Fred Senff, Dr. Carl Coppolino, Dr. Finch, Mossler (Banquier), Kamphausen, Dr. Hoflehner, Dr. Verdirame, Buchholz, Leister, Gerard Wentzel, Colemann (Handelsreisender), Bernard (Bauer), Carl Hau, Karl Stauffer, Detlef Mohr, Winter und Ronald Light dienen.[3]
6. Unkritische Bewertung der Sachverständigengutachten. Hirschbergs Beispiele: Fall der „adeligen Dame“, William Broughton, Charles J. Guiteau, Fall „junger Anwalt“, Fall „Ludwig Steiner“, Fall „Taschendiebin“, Fall „Lefebvre“, Fall „Johann Pfeuffer“ und Fall „Otto Goetz“. Als weitere Beispiele mögen die Fälle Rudolf Rechberger, Arnould, Dr. Demme, Dr. Riedel-Guala, Margarethe Wolsiffer, Maria Rohrbach, Maria Zechmeister, Stretz, Pfeiffer, Dr. Vierling, Hellwinkel (Oberbaurat), Irwing Höglund, Antoniewicz-Hallowell-Parks, Armand Rohard, Roger Desmond, Dieter Derz, Annemarie Schmitz, Marie Petzold, Hans Näf, Violette Nozières und viele weitere Fälle dienen.[3]

Hans Martin Sutermeister ergänzt dazu:
- Eingleisige Voruntersuchung. Als Beispiele mögen die Fälle Vera Brühne, Josef Issels, Bruno Gröning, Adolf Bolliger[4], „Fall G.“ (betreff Postraub 1963 im Kanton Bern), Meier 19, Heinrich Pütjer (Berliner Fernmeldeamt; Freispruch 1970) und Robert Vogel („Europäischer Hof“ in Wiesbaden) dienen.
- Suggestibilität und Gefühlslogik der Geschworenen. Psychologische Fehler der Richter. Als Beispiele mögen die Fälle Berthold Klein (Friseur), Dr. Anton Weissteiner, Dr. Scheu (Kinderarzt), Struve (Reitlehrer; Ermordung jüdischer Kinder), Ehepaar Oliveira, Tevellis (Brandstifter), Roger Izoard, Emma Balog & Kathy Steiner, Seznec, Chung Yi Miao, Omar Kehouadj, Jesse Hill Ford und weitere Fälle dienen.
- Fehlentscheide im Bereich der „öffentlichen Moral“ (in den Bereichen „Sexualdelikte, Eugenik, Euthanasie, Kriegsverbrechen, Notstandsgesetz, Kriegsrecht, Dienstverweigerer, Todesstrafe, Abtreibung, Prostitution, Ehebruch, Rassendiskriminierung, Verkehrsdelikte, Wirtschaftsverbrechen, Pressefreiheit, Untersuchungshaft, Zwangsinternierung“). Als Beispiele mögen die Fälle Arlene Del Favo, Josefine X., Lorene Williams, Gabriele Roussier, Madame Caillaux, Pauline Dubuisson, Jacques Deneire und viele andere Fälle dienen.

## Werke
- Das Fehlurteil im Strafprozess: Zur Pathologie der Rechtsprechung. 200 S., Stuttgart: W. Kohlhammer Verlag, 1960, Fischer Bücherei 1962. (Bereitstellung der ungekürzten Ausgabe u. a. in der Deutschen Nationalbibliothek in Frankfurt a. M. unter Signatur: D 62/16646 bzw. in Leipzig mit Signatur: SA 13483 – 492)
- Jude und Demokrat: Erinnerungen eines Münchener Rechtsanwalts 1883 bis 1939. München 1998, ISBN 3-486-56367-X.
- „Das amerikanische und deutsche Strafverfahren in rechtsvergleichender Sicht“ von Dr. Max Hirschberg (Herausgegeben von Senatspräsident Prof. Dr. Heinitz und Prof. Dr. Kielwein, Redaktion: Dr. Ulrich, Verlag Luchterhand Band 6 Strafrecht-Strafverfahren-Kriminologie 1963)